# Füllungsfreiheit
Als Füllungsfreiheit bezeichnet man die Eigenschaft von Versmaßen, in ihren Takten neben je einer Hebung nach Belieben eine oder mehr (selten mehr als drei) Senkungen unterzubringen, ohne dabei einem regelmäßigen Muster zu folgen. Als typische füllungsfreie Vers- und Strophenmaße können der Knittelvers und die Volksliedstrophe gelten. 
Füllungsfreie Verse sind zu unterscheiden von „freien Versen“ und „freien Rhythmen“. Während diese tatsächlich gar nicht metrisch reguliert (sondern lediglich rhythmisiert) sind, gehorchen füllungsfreie Verse noch einem taktzählenden metrischen Schema.
Die Füllungsfreiheit kann in gewisser Weise als ein Missverständnis oder Mythos angesehen werden, denn der Begriff entstand, als man metrische Schemata des Mittelhochdeutschen und des Frühneuhochdeutschen nach den Maßstäben des Neuhochdeutschen interpretierte, mit denen das metrische System dieser früheren Sprachen inkompatibel war (s. den Artikel zu Gewichtssprachen). Für das moderne Verständnis z. B. des Knittelverses oder der Volksliedstrophe aber ist das Prinzip der Füllungsfreiheit eine Realität. 
Beim Rap gilt es bisweilen als Sport, die Füllungsfreiheit bis an die Grenzen des Vortragsfähigen auszunutzen, ohne den Rhythmus der Hebungen (den Flow) zu zerstören.